# Impotență sexuală
Impotență sexuală sau impotența, disfuncția erectilă (DE) este imposibilitatea realizării actului sexual complet și satisfăcător de către un bărbat  cu un alt partener (femeie sau alt bărbat) sau prin masturbare datorită imposibilității obținerii unei erecții peniene (anerecție) sau menținerii unei erecții peniene suficiente (hipoerecție sau erecție instabilă). Impotența sexuală poate fi de origine organică sau psihogenă. 
- Impotența organică (diabet, afecțiuni neurologice, toxicomanie, alcoolism, boala Peyronie, medicamente, în special psihotrope, viciu de conformație anatomic sau funcțional al organelor genitale, intervenții chirurgicală urologice sau pe penis etc.), trebuie exclusă în primul rând, mai ales prin pletismografia peniană în timpul somnului.

- Impotența psihogenă poate fi primară sau secundară. Impotența psihogenă primară este interpretată ca o frică de vagin ca urmare a fantasmelor distructive, anxietății de castrare, dorinței incestuoase.  Impotența psihogenă secundară, care survine după o perioadă de activitate sexuală satisfăcătoare, este de multe ori favorizată de factori evenimențiali sau relaționali (de exemplu, stări depresive de orice natură). Eșecul actului sexual poate genera, în sine, o decondiționare negativă întreținută de o anticipare anxioasă a repetării lui.

## Cauze
Problemele de erecție pot avea cauze fizice sau cauze psihologice. 
- Cauzele fizice ale problemelor de erecție sunt legate de vasele de sânge, nervi, hormoni și includ afecțiuni pe termen lung (cronice) sau scurt (acute):

- complicații ale prostatei sau intervenții chirurgicale care interferă cu impulsul nervos sau cu fluxul de sânge din penis

- vârsta, la pacienții de 50 ani sau mai în vârstă

- probleme vasculare care pot împiedică circulația sângelui sau să rămână suficient timp pentru a menține erecția.

- probleme neurologice care blochează semnalele de excitație să ajungă de la creier și măduva spinării până la penis; tulburări nervoase (boala Parkinson, boala Alzheimer, scleroză multiplă sau accident vascular cerebral); afecțiunile nervilor din diabet, complicații chirurgicale, leziuni ale măduvei spinării 

- probleme ale structurii penisului sau ale țesuturilor înconjurătoare 

- factori hormonali (nivele scăzute de testosteron) 

- efectele secundare ale medicamentelor (pentru hipertensiune arterială sau depresie) 

- tutunul, alcoolul, drogurile

- activitățile fizice care restrictionează fluxul de sange în penis (mersul cu regularitate pe bicicletă pe distanțe mari).
- Cauzele psihologice ale problemelor de erecție includ:

- depresia, anxietatea, stresul, probleme cu relațiile actuale sau trecute.

- problemele de cuplu

## Profilaxie
Problemele de erecție pot fi evitate printr-o abordare mai relaxată a actului sexual (discuțiile cu partenera despre probleme și preocupări, intimitate sexuală). 
Stimularea erotică în timpul actului și un mediu potrivit, pot ajuta la creșterea abilității de a avea o erecție, indiferent de vârstă. 
Alte metode profilactice ce pot fi făcute pentru reducerea riscului de apariție a problemelor de erecție: 
- renunțarea la fumat 

- evitarea folosirii în exces a alcoolului sau a drogurilor 

- menținerea unui nivel scăzut de colesterol, pentru a reduce riscul de îngroșare a arterelor (ateroscleroza) 

- menținerea glicemiei sub control 

- exerciții fizice regulate 

- reducerea stresului.

## Tratament
Tratamentul este în special sexoterapic (intervenție directă pe simptom), care vizează psihodinamica (mai ales terapia de inspirație analitică), comportamentală (desensibilizarea sistematică) sau care vizează cuplul, precum și tratamentul medicamentos stimulant sau anxiolitic. Rolul partenerului este esențial. 
Tratamentul disfuncției erectile a fost îmbogățit în ultimii 35 de ani cu tratamente  eficiente: inhibitorii fosfodiesterazei de tip 5 - PDE5 (sildenafil, tadalafil, vardenafil, avanafil, udenafil)  administrate oral, alprostadil (prostaglandină E1 PGE-1), Papaverină injectate intracavernos, afrodiziace naturale (yohimbina, damiana, epimedium etc), agoniști dopaminici (apomorfină).

## Tratament medicamentos
Deși inhibitorii fosfodiesterazei sunt în prezent foarte populari, putând să trateze cu eficiență aproximativ 65% din cazurile de impotență sexuală, studiile arată că mai puțin de 50% dintre bărbații care suferă atât de disfuncții erectile cât și de diabet răspund la astfel de tratament medicamentos. În plus, mai puțin de 35% dintre bărbații cu disfuncții erectile care au suferit o intervenție chirurgicală pentru cancer de prostată răspund la tratament.
Terapia auto-injectabilă reprezintă o procedură ce și-a dovedit eficiența datorită substanței active Alprostadil – un medicament ce funcționează în peste 80% din pacienții care l-au testat. Pacientul cu disfuncție erectilă își injectează singur subtanța activă în organul genital, obținând o erecție la un interval de 5-10 minute.
Erecția poate dura între 30 de minute și o oră (sau până la momentul orgasmului). Neajunsul acestui tratament îl reprezintă disconfortul pe care îl resimt pacienții, aceștia trebuind să se auto-injecteze ori de câte ori doresc să obțină o erecție.
Terapia de înlocuire a testosteronului nu este o procedură frecventă în tratamentul disfuncțiilor erectile, dar atunci când impotența este cauzată de producția scăzută de testosteron, această intervenție își poate dovedi eficiența.
Pentru a corecta deficiența de testosteron se folosesc o serie de intervenții, precum injecțiile intramusculare, aplicarea de geluri cu testosteron și altele. Deficiența de testosteron trebuie verificată cu ajutorul unor analize medicale, abia apoi medicul specialist putând prescrie un astfel de tratament.

## Implanturi și sisteme externe
În cazul în care impotența coexistă cu alte boli, tratamentele medicamentoase își pot dovedi ineficiența. De aceea, o soluție alternativă o reprezintă implanturile și sistemele externe de suport.
- Implantul penian intern (proteza peniană) reprezintă un dispozitiv medical certificat constând în două tuburi peniene (fabricate din materiale biocompatibile) care se introduc fiecare într-unul din cei doi corpi cavernoși printr-o incizie efectuata la baza penisului printr-un procedeu chirurgical.
- Pompa cu vid este un dispozitiv medical alcătuit dintr-un cilindru de plastic, o pompă și un inel elastic sau bandă de elastic.

## Intervenții chirurgicale
Deși nu este o practică foarte comună, operațiile de reconstrucție vasculară poate fi o soluție ce favorizează circulația sângelui la nivelul penisului.

## Tratamente inovative
În prezent, pe lângă terapiile clasice recomandate în tratamentul disfuncțiilor erectile, cercetările se concentrează pe găsirea unor medicamente care să fie eficiente, rapide și să care să nu prezinte efecte secundare semnificative. În momentul de față se studiază următoarele substanțe:
- Tablete de apomorfină dizolvabile sub limbă. Apomorfina stimulează producția de dopamină la nivel cerebral, intensificând astfel interesul sexual și plăcerea sexuală. Studiile clinice privind utilizarea apomorfinei se concentrează în prezent pe crearea unui spray în locul unei tablete pentru a se evita efectele secundare date de pastile.
- Unguentul cu alprostadil se află încă în faza de cercetare, specialiștii sperând că acest tratament va avea efecte similare cu cele ale metodei auto-injectării, fiind în același timp non-invaziv.
- Activatorii melanocortinei sunt încă în faza de cercetare, dar prezintă rezultate inițiale promițătoare. Aceste substanțe, aplicate intranazal, acționează la nivelul sistemului nervos central și ar putea deveni o soluție viabilă pentru bărbații care suferă de impotență din cauze psihologice mai degrabă decât din cauze fizice.
- Terapia genetică este încă un subiect controversat, dar studiile efectuate pe animale de laborator arată rezultate promițătoare. Terapia genetică este în fază experimentală pentru un număr ridicat de boli și afecțiuni medicale.[4]

## Tratamente alternative
Terapiile complementare sau alternative includ suplimente naturale, acupunctură, intervenție sexuală specifică și altele. Dintre acestea, suplimentele alimentare naturale au fost cel mai intens studiate, unele dintre ele ducând la rezultate promițătoare în ceea ce privește tratamentul disfuncțiilor erectile.
Unele pastile pentru potență certificate conțin o combinație de plante – mai ales tribulus terrestris – dar și alți compuși activi naturali, precum L-arginina, L-lysina, L-citrullina și alții. Studiile recente arată că astfel de combinații de plante și enzime naturale duc la îmbunătățiri semnificative ale funcțiilor sexuale și nu prezintă efecte secundare.
Utilizarea acupuncturii în tratamentul impotenței nu și-a dovedit încă eficiența, dar poate fi o metodă de stimulare a circulației sangvine la nivelul penisului.
Sexul tantric reprezintă o metodă mai degrabă psihologică ce poate fi pusă în practică în intimitate, între cei doi parteneri. Ca principiu de bază, sexul tantric pune accent pe importanța stimulării sexuale prelungite și pe conexiunea emoțională dintre cei doi parteneri, ducând astfel la nivele crescute de excitație și la performanțe sexuale mult îmbunătățite.

## Tratament psihologic
Consilierea individuală și de cuplu și-a dovedit eficiența în cazurile ușoare de disfuncție erectilă la bărbații care suferă de astfel de tulburări pe fond emoțional sau de stres. Unele terapii se axează pe rezolvarea tulburărilor de anxietate și stres, în timp ce altele se concentrează pe problemele de cuplu, atașament, rezolvarea de conflicte și problemele de intimitate.
Studiile au arătat că terapia psihologică are rezultate mult mai bune (50%-70%) atunci când partenerul pacientului se implică activ în procesul terapeutic. 